# Périgneux
Périgneux ist eine französische Gemeinde mit 1.601 Einwohnern (Stand: 1. Januar 2022) im Département Loire in der Region Auvergne-Rhône-Alpes. Sie gehört zum Arrondissement Montbrison und zum Kanton Saint-Just-Saint-Rambert. Die Bewohner werden Pérignois und Pérignoises genannt.

## Geografie
Périgneux liegt etwa 17 Kilometer westlich von Saint-Étienne am Bonson in der historischen Landschaft Forez im Zentralmassiv. Umgeben wird Périgneux von den Nachbargemeinden Saint-Marcellin-en-Forez im Norden, Chambles im Osten, Saint-Maurice-en-Gourgois im Süden und Südosten, Aboën im Süden, Saint-Nizier-de-Fornas im Südwesten, La Tourette im Westen und Südwesten, Luriecq im Westen sowie Chenereilles im Nordwesten.

## Bevölkerungsentwicklung
| Jahr                       | 1962 | 1968 | 1975 | 1982 | 1990 | 1999 | 2006 | 2017 |
| -------------------------- | ---- | ---- | ---- | ---- | ---- | ---- | ---- | ---- |
| Einwohner                  | 929  | 812  | 743  | 765  | 896  | 1083 | 1222 | 1512 |
| Quellen: Cassini und INSEE |      |      |      |      |      |      |      |      |

## Sehenswürdigkeiten

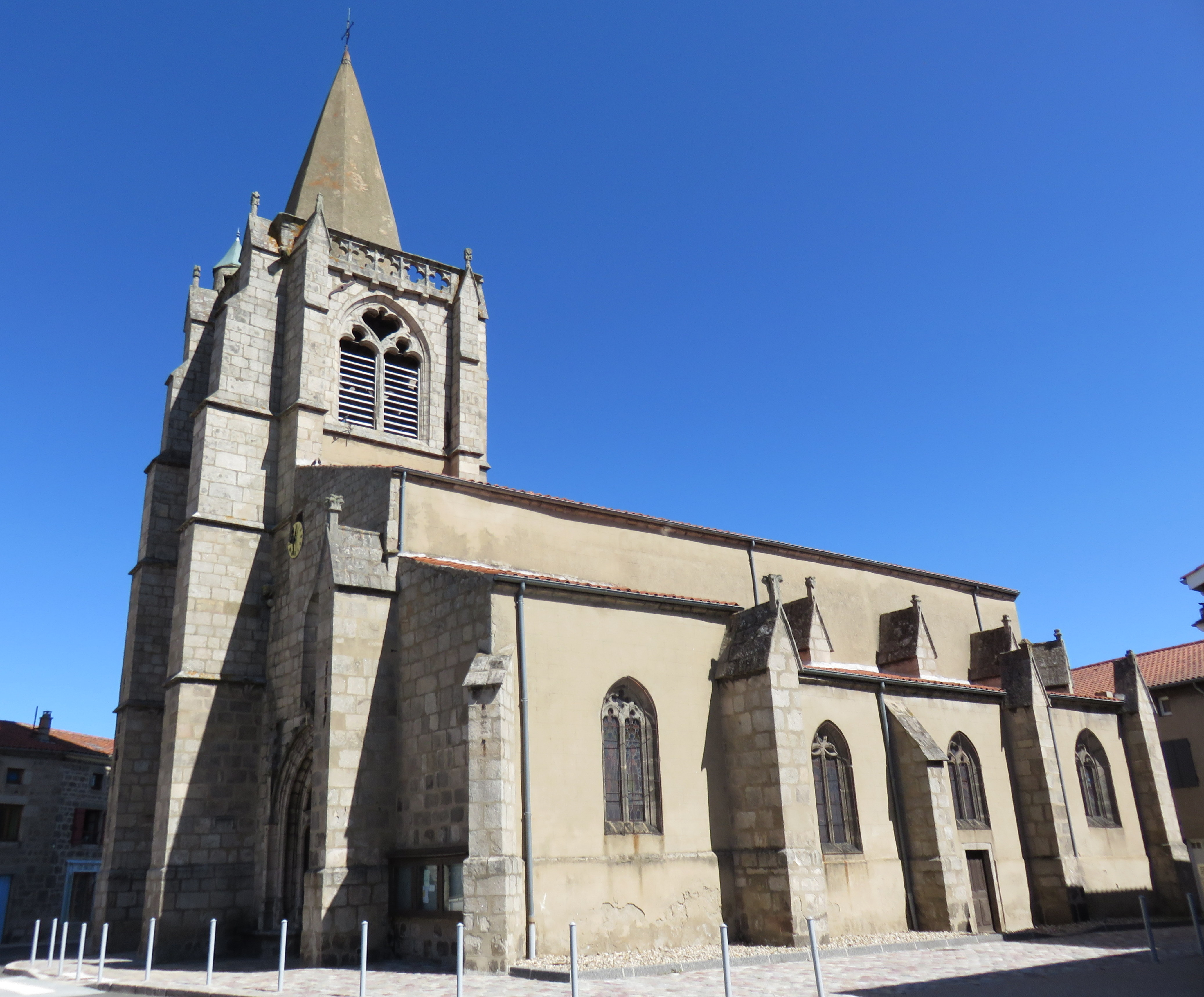
Kirche St-Jean-Baptiste

- Kirche Saint-Jean-Baptiste aus dem 16. Jahrhundert, seit 1949 als Monument historique eingeschrieben
- Kapelle Sainte-Catherine im Ortsteil Miribel
- Brücke Le Rossignol

## Persönlichkeiten
- Hélie de Talleyrand-Périgord (1301–1364), Kardinal
- Loïc Perrin (* 1985), ehemaliger französischer Fußballspieler, begann seine sportliche Laufbahn beim FC Périgneux